# Boehmeria burgeriana
Boehmeria burgeriana är en nässelväxtart som beskrevs av Wilmot-dear, Friis och Kravtsova. Boehmeria burgeriana ingår i släktet Boehmeria och familjen nässelväxter. Inga underarter finns listade i Catalogue of Life.